# 在历史的天平上
《在历史的天平上》是中共党史学者丁弘评价中共历史人物陈独秀与毛泽东的著作，前中国人民大学副校长谢韬作序，由香港天马出版公司出版。第一卷写陈独秀，第二卷写毛泽东，并对二人进行对比评价。2009年11月末被南京市新闻出版局扫黄打非办查扣，以境外出版物為由查扣了4022册。与此同时，六位参加讨论关于陈独秀及其创办的新青年杂志等历史问题的学者专家被公安人员带走、讯问。被查扣书籍的持有人和主持上述讨论的无党派人士、离休老报人强剑衷2009年12月3日到南京市法院起诉南京市文化广电新闻出版局，要求归还被扣图书、赔偿经济损失和精神损失，并要求对方登报公开道歉。